# Botschaft der Demokratischen Volksrepublik Algerien (Bonn)

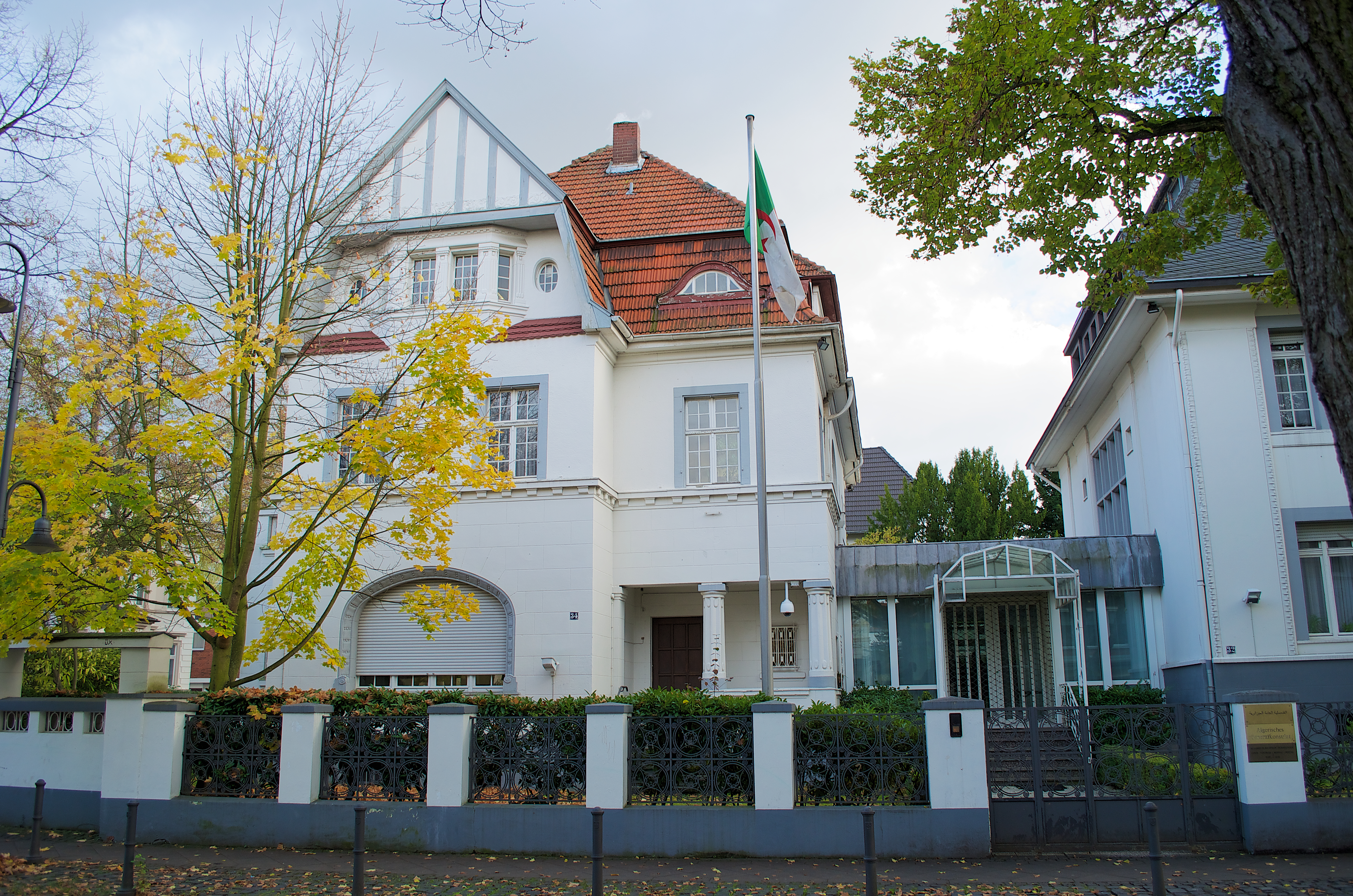
Ehemaliges Kanzleigebäude der Botschaft von Algerien (hier: Generalkonsulat), Rheinallee 34 (2012)

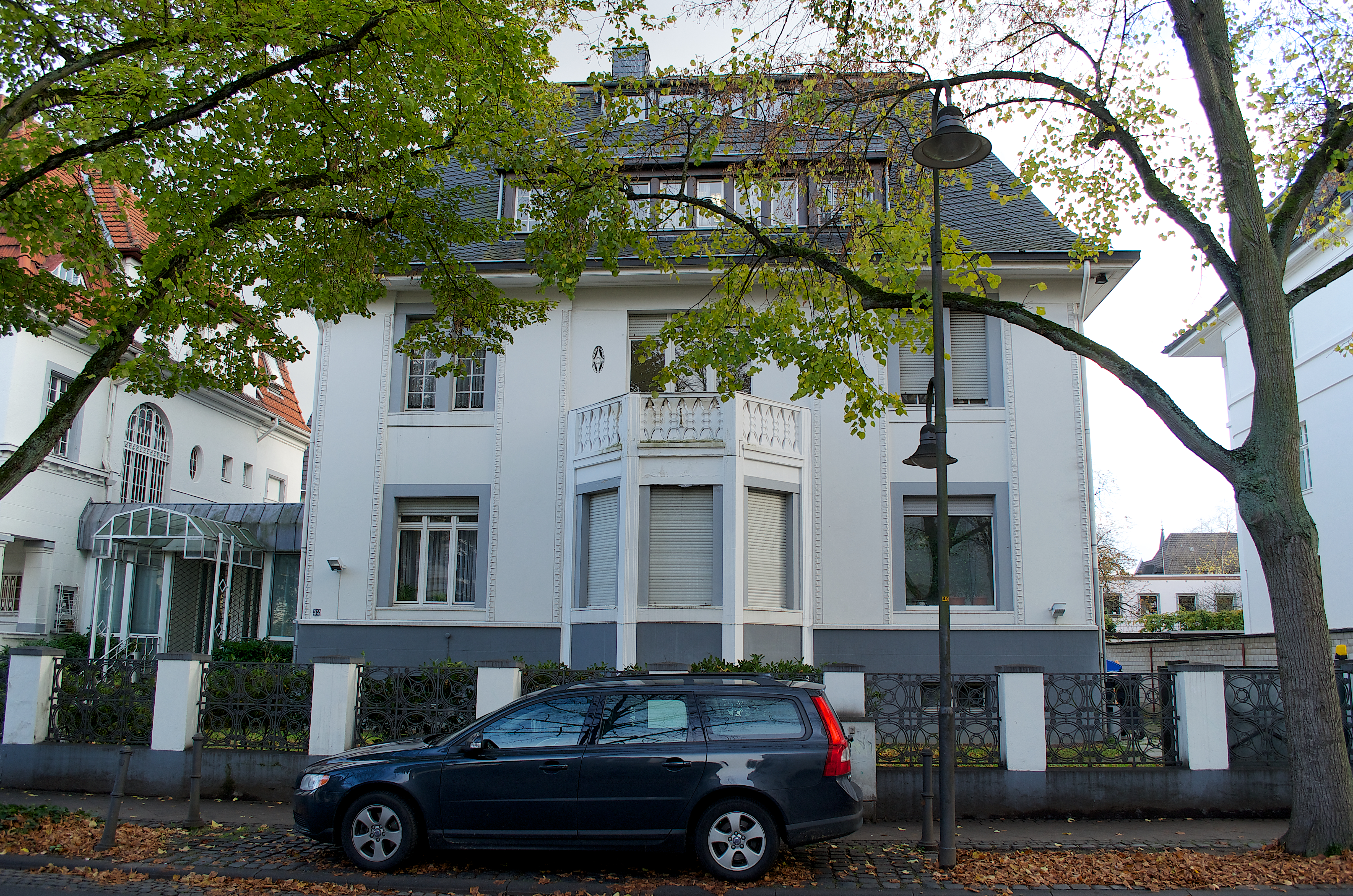
Ehemaliges Kanzleigebäude der Botschaft von Algerien (hier: Generalkonsulat), Rheinallee 32 (2012)

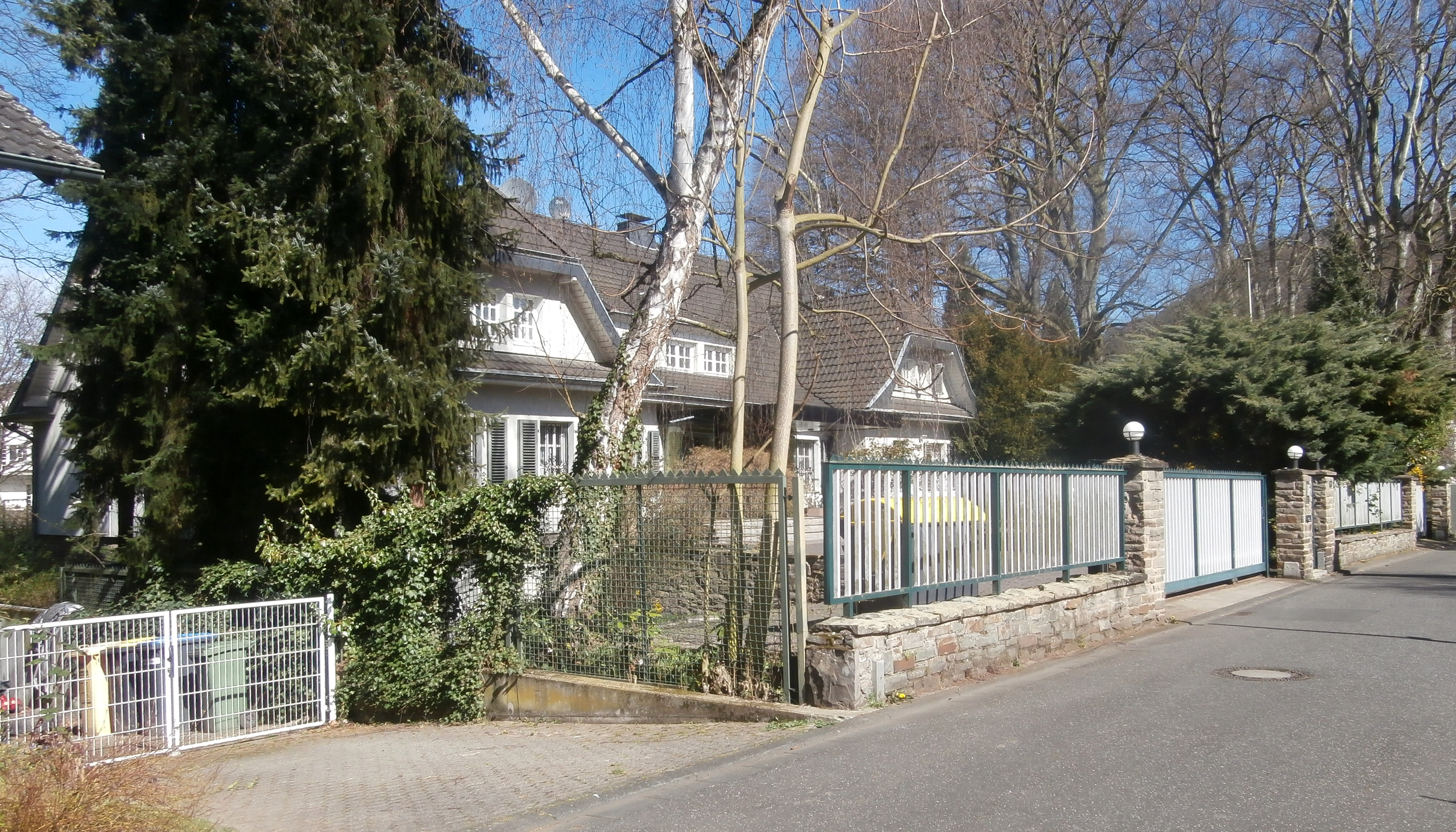
Ehemalige Residenz der Botschaft, Viktor-Schnitzler-Straße 13 (2014)

Die Botschaft der Demokratischen Volksrepublik Algerien in der Bundesrepublik Deutschland hatte von 1963 bis 1999/2000 ihren Sitz im Bonner Stadtbezirk Bad Godesberg. Nach der Verlegung der Botschaft in die deutsche Hauptstadt bestand hier ein algerisches Generalkonsulat, das Ende 2013 nach Frankfurt am Main verlegt wurde. Die ehemaligen Kanzleigebäude der Botschaft, zwei denkmalgeschützte Villen, befinden sich im Ortsteil Godesberg-Villenviertel an der Rheinallee (Hausnummern 32–34) Ecke Kronprinzenstraße.
Nachdem Algerien 1962 seine Unabhängigkeit erlangt hatte, nahm der Staat am 14. Juni 1963 diplomatische Beziehungen zur Bundesrepublik Deutschland auf und eröffnete eine Botschaft  am Regierungssitz Bonn. Die Kanzlei der Botschaft nahm ihren Sitz im Stadtbezirk Bad Godesberg, dem räumlichen Schwerpunkt der diplomatischen Vertretungen, in der Villa Rheinallee 32. Während die diplomatischen Beziehungen beider Länder zwischen dem 14. August 1965 und dem 21. Dezember 1971 infolge der Anerkennung Israels durch die Bundesrepublik unterbrochen waren, nahm die Botschaft der als Schutzmacht für Algerien auftretenden Republik Indonesien mit einer „Abteilung für die Interessen der Demokratischen Volksrepublik Algerien“ vom bisherigen Standort der algerischen Botschaft aus die Geschäfte für das Land wahr. Nach 1985 übernahm Algerien auch die benachbarte Villa Rheinallee 34, in der zuvor die Botschaftskanzlei des Tschad beheimatet war. Beide Gebäude wurden durch einen gläsernen Zwischentrakt miteinander verbunden, der auch den Eingang aufnimmt. Als Residenz der Botschaft, Wohnsitz des Botschafters, erwarb Algerien 1964 ein Haus am Drachensteinpark im Ortsteil Mehlem (Viktor-Schnitzler-Straße 13).
Im Zuge der Verlegung des Regierungssitzes zog die algerische Botschaft 1999/2000 nach Berlin um. In den vormaligen Botschaftsgebäuden wurde anschließend ein Generalkonsulat des Staates eröffnet, das einzige in Deutschland. Der Konsularbezirk umfasste die zehn Länder, die nicht der Hauptstelle der Botschaft in Berlin zugeordnet waren: Baden-Württemberg, Bayern, Bremen, Hessen, Niedersachsen, Nordrhein-Westfalen, Rheinland-Pfalz, das Saarland und Thüringen. Am 15. Dezember 2013 wurde das Generalkonsulat in Bonn geschlossen und am 1. Januar 2014 in Frankfurt am Main wiedereröffnet. Mit dem Umzug des Generalkonsulats wurde auch die Nutzung der ehemaligen Residenz im Ortsteil Mehlem aufgegeben. Die vormaligen Gebäude des Generalkonsulats sind weiterhin Eigentum von Algerien. Bis heute (Stand: September/Oktober 2019) ist noch keine Umnutzung der Immobilien erfolgt.